# Meteorologiåret 1939

## Händelser

### Januari
- Januari - Haparanda, Sverige upplever en snöfattig januarimånad [1].
- 10 januari – I Menindee, New South Wales, Australien uppmäts temperaturen +  49.7°, vilket blir South Wales högst uppmätta temperatur någonsin [2].

### April
- 16-18 april - Snöslask, is- och snöstormar härjar i södra Minnesota, USA [3].

### Juni
- 7 juni – Hagel i Minnesota, USA dödars hundratals bondgårdsdjur [4].
- 18 juni – Tornado härjar i Anoka i Minnesota, USA. 9 personer dödas och över 200 skadas [4].
- 22 juni – I Teigarhorn, Djúpivogur, Island uppmäts temperaturen + 30.5 °C (86.9 °F) vilket blir Islands högst uppmätta temperatur någonsin [5][6].

### Juli
- 17 juli – 91 millimeter nederbörd faller över Väderöbod, Sverige vilket innebär dygnsnederbördsrekord för Bohuslän [7].
- 22 juli - I Kraljevo i Serbien, Jugoslavien noteras serbiskt värmerekord med + 44.3°C [8].

### Augusti
- Augusti - Norra Sverige upplever en mycket varm augustimånad [9].
- 10 augusti – Skyfall drabbar Two Harbors i Minnesota, USA [10].
- 28 augusti – 173 millimeter nederbörd faller över Sørlandet, Norge vilket innebär norskt dygnsnederbördsrekord för månaden [11].

### September
- 29 september – I Brännberg, Norrbotten uppmäts temperaturen - 15,2 °C vilket då är Sveriges lägst uppmätta temperatur för månaden [12].

### Oktober
- 4 oktober – 2.16 inch regn faller över Fairmont i Minnesota, USA vid en storm [13].

### December
- 6 december – En värmebölja drabbar Minnesota, USA [14].
- 12 december – En storm härjar vid norra stranden i Minnesota, USA. Vindar på 48 mph uppmäts i Duluth [14].
- 21 december – Minnewaskasjön i Minnesota, USA fryser rekordsent [14].

### Okänt datum
- Tio miljoner personer blir hemlösa, svälter eller drunknar vid översvämningarn i norra Kina [15].
- Fornebu flygplats öppnas i Norge, och har en vädercentral med meteorologer från Det norske meteorologiske institutt [16].
- Värmerekord för Melbourne, Victoria, Australien noteras med + 45.6°C [8].

## Födda
- 28 juli – John Zillman, australisk meteorolog
- 3 oktober – Gary England, amerikansk meteorolog och väderpresentatör.
- 16 december – Robert Case, amerikansk meteorolog.

## Avlidna
- 21 februari – Gustav Hellmann, tysk meteorolog.

### Fotnoter
1. ↑  SMHI
2. ↑  ”Australian Temperature Extremes”. Bureau of Meteorology. 1 april 2009. http://www.bom.gov.au/climate/extreme/records/national.pdf. Läst 4 februari 2011.
3. ↑  ”Arkiverade kopian”. Arkiverad från originalet den 22 juni 2010. https://web.archive.org/web/20100622121311/http://climate.umn.edu/pdf/ice_storms_in_minnesota.pdf. Läst 15 februari 2011.
4. 1 2  ”Arkiverade kopian”. Arkiverad från originalet den 26 juli 2010. https://web.archive.org/web/20100726102347/http://www.climate.umn.edu/pdf/day_in_weather_history/june_wx_history.pdf. Läst 16 februari 2011.
5. ↑  Einarsson, Markús. Climate of Iceland pg 683. Läst 29 april 2009.
6. ↑  Heat Wave Hits Iceland, New Records Set Arkiverad 29 juni 2009 hämtat från the Wayback Machine. Iceland Review 31 juli 2008. Läst 29 april 2009.
7. ↑  SMHI
8. 1 2  SMHI
9. ↑  SMHI
10. ↑  ”Arkiverade kopian”. Arkiverad från originalet den 26 juli 2010. https://web.archive.org/web/20100726102403/http://www.climate.umn.edu/pdf/day_in_weather_history/august_wx_history.pdf. Läst 16 februari 2011.
11. ↑  ”MET”. Arkiverad från originalet den 27 september 2010. https://web.archive.org/web/20100927134251/http://met.no/?module=Articles;action=Article.publicShow;ID=2894. Läst 6 februari 2011.
12. ↑  SMHI
13. ↑  ”Arkiverade kopian”. Arkiverad från originalet den 26 juli 2010. https://web.archive.org/web/20100726102332/http://www.climate.umn.edu/pdf/day_in_weather_history/october_wx_history.pdf. Läst 16 februari 2011.
14. 1 2 3  ”Arkiverade kopian”. Arkiverad från originalet den 15 december 2010. https://web.archive.org/web/20101215013148/http://climate.umn.edu/pdf/day_in_weather_history/december_wx_history.pdf. Läst 16 februari 2011.
15. ↑  Faktakalendern 2006, Semic, 2005
16. ↑  MET